# Mario Pani Darqui

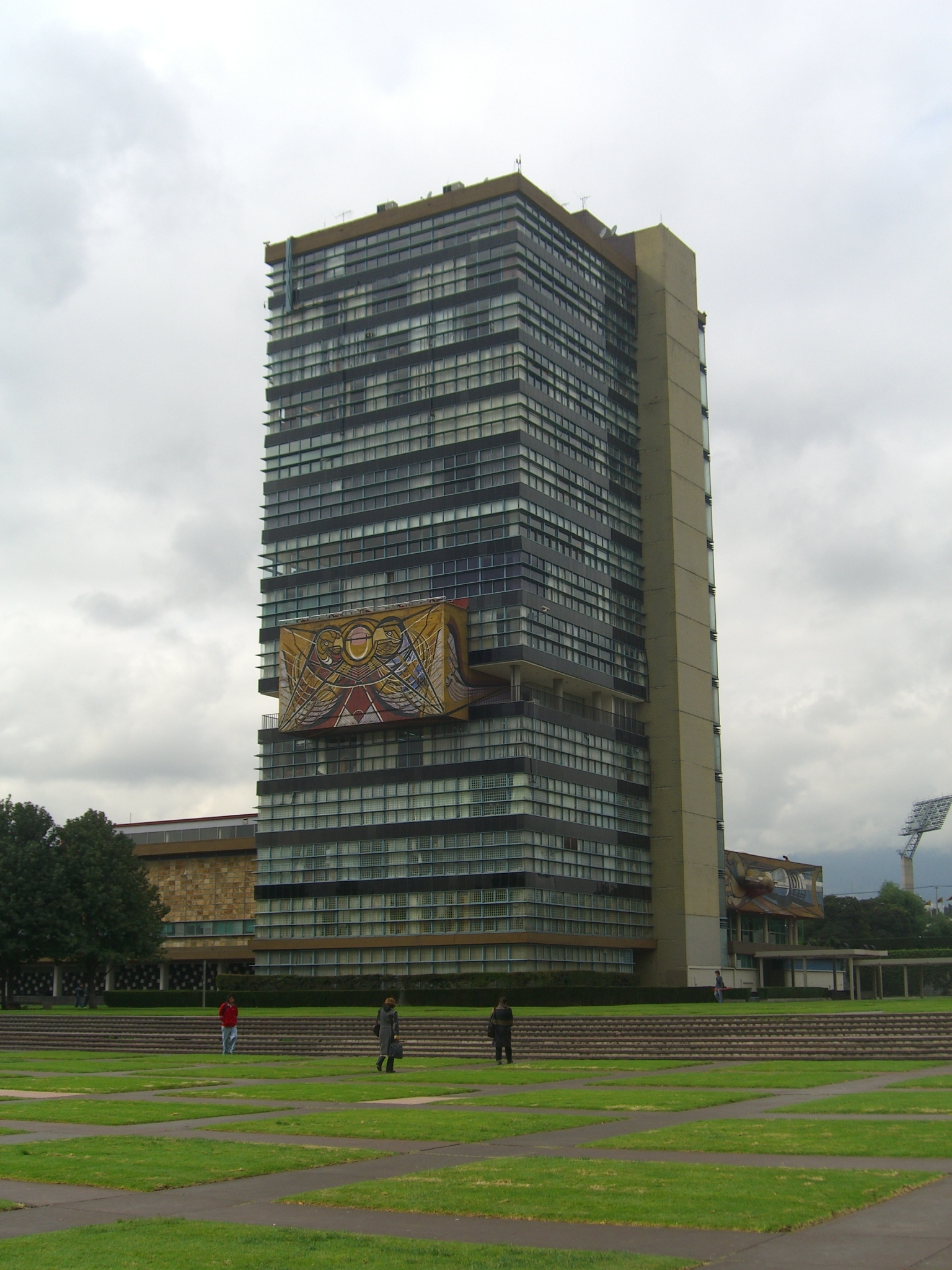
Bestuursgebouw van de UNAM

Mario Pani Darqui (Mexico-Stad, 29 maart 1911 - aldaar, 23 februari 1993) was een Mexicaans architect, planoloog en stichter van de Academia Nacional de Arquitectura in Mexico.
Pani studeerde architectuur aan de École des beaux-arts in Parijs tot 1937 en keerde daarna naar Mexico terug, waar hij de meesterproef als architect aflegde. In 1938 begon hij met de uitgave van een Revue voor Architectuur, dit tot 1980.
Enkele van zijn vele plannen werden ontworpen in samenwerking met Enrique del Moral. Hij ontwierp talrijke onderwijsgebouwen, waaronder de Escuela Normal de Maestros, de Conservatorio Nacional de Mùsica en het bestuursgebouw van de Nationale Autonome Universiteit van Mexico (UNAM).
In 1986 won hij de Nationale Kunstprijs van Mexico (Premio Nacional de Ciencias y Artes).
Zijn zoon Knut Pani is beeldend kunstenaar.
- Biblioteca Nacional de España: XX1389459
- Catàleg d'autoritats de noms i títols de Catalunya: 981058521226306706
- Gemeinsame Normdatei: 12861966X
- International Standard Name Identifier: 0000 0000 6633 0177
- Library of Congress Control Number: n2012020602
- Réseau des bibliothèques de Suisse occidentale: 02-A010127637
- Istituto Centrale per il Catalogo Unico: LO1V353655
- Système universitaire de documentation: 124623603
- Union List of Artist Names: 500112424
- Virtual International Authority File: 55203768
- WorldCat: E39PCjtrkx4dp4CQkxRKtpDwRX